# Istorija ti i ja
Az Istorija ti i ja a Galija együttes 1991-ben megjelent nagylemeze, melyet az RTB adott ki. A hanglemez katalógusszáma: 211125, a CD változat katalógusszáma: CD 410080.

## Az album dalai

### A oldal
1. Trava	(2:50)
2. Proleće (3:35)
3. Trube	(3:30)
4. Pod noktima (2:50)
5. Da me nisi (3:50)
6. Godina (3:20)

### B oldal
1. Skadarska (4:20)
2. Seti se maja (3:15)
3. Posle vatre (3:15)
4. Moskva-Balkan	(3:25)
5. Kao boja tvoga oka (5:30)

## Közreműködők
- Nenad Milosavljević – ének
- Predrag Milosavljević – ének
- Jean Jacques Roscam – gitár
- Bata Zlatković – furulya
- Predrag Milanović – basszusgitár
- Boban Pavlović – dob

### Vendégzenészek
- Bora Dugić – furulya
- Ensemble Renesans